# Buffalo (album)
Buffalo je koncertní album Franka Zappy, posmrtně vydané 1. dubna 2007 jako 2CD. Album bylo nahrané 25. října 1980 v Buffalu v New Yorku, v té době hrál Zappa se stejnou kapelou jako na albech Tinseltown Rebellion (1981) a Shut Up 'n Play Yer Guitar (1981).

## Seznam skladeb
| Disk 1 | Disk 1                               | Disk 1 |
| Pořadí | Název                                | Délka  |
| ------ | ------------------------------------ | ------ |
| 1.     | Chunga’s Revenge                     | 8:34   |
| 2.     | You Are What You Is                  | 4:12   |
| 3.     | Mudd Club                            | 3:02   |
| 4.     | The Meek Shall Inherit Nothing       | 3:21   |
| 5.     | Cosmik Debris                        | 3:50   |
| 6.     | Keep It Greasy                       | 2:58   |
| 7.     | Tinsel Town Rebellion                | 4:19   |
| 8.     | Buffalo Drowning Witch               | 2:44   |
| 9.     | Honey, Don’t You Want a Man Like Me? | 4:36   |
| 10.    | Pick Me, I’m Clean                   | 10:15  |
| 11.    | Dead Girls Of London                 | 3:02   |
| 12.    | Shall We Take Ourselves Seriously?   | 1:36   |
| 13.    | City of Tiny Lites                   | 9:58   |

| Disk 2         | Disk 2                                   | Disk 2 |
| Pořadí         | Název                                    | Délka  |
| -------------- | ---------------------------------------- | ------ |
| 1.             | Easy Meat                                | 9:26   |
| 2.             | Ain’t Got No Heart                       | 2:00   |
| 3.             | The Torture Never Stops                  | 23:36  |
| 4.             | Broken Hearts Are for Assholes           | 3:39   |
| 5.             | I’m So Cute                              | 1:38   |
| 6.             | Andy                                     | 8:14   |
| 7.             | Joe’s Garage                             | 2:12   |
| 8.             | Dancing Fool                             | 3:36   |
| 9.             | The “Real World” Thematic Extrapolations | 8:53   |
| 10.            | Stick It Out                             | 5:36   |
| 11.            | I Don’t Wanna Get Drafted                | 2:48   |
| 12.            | Bobby Brown                              | 2:42   |
| 13.            | Ms Pinky                                 | 3:48   |
| Celková délka: | Celková délka:                           | 140:35 |

## Sestava
- Frank Zappa: sólová kytara, zpěv

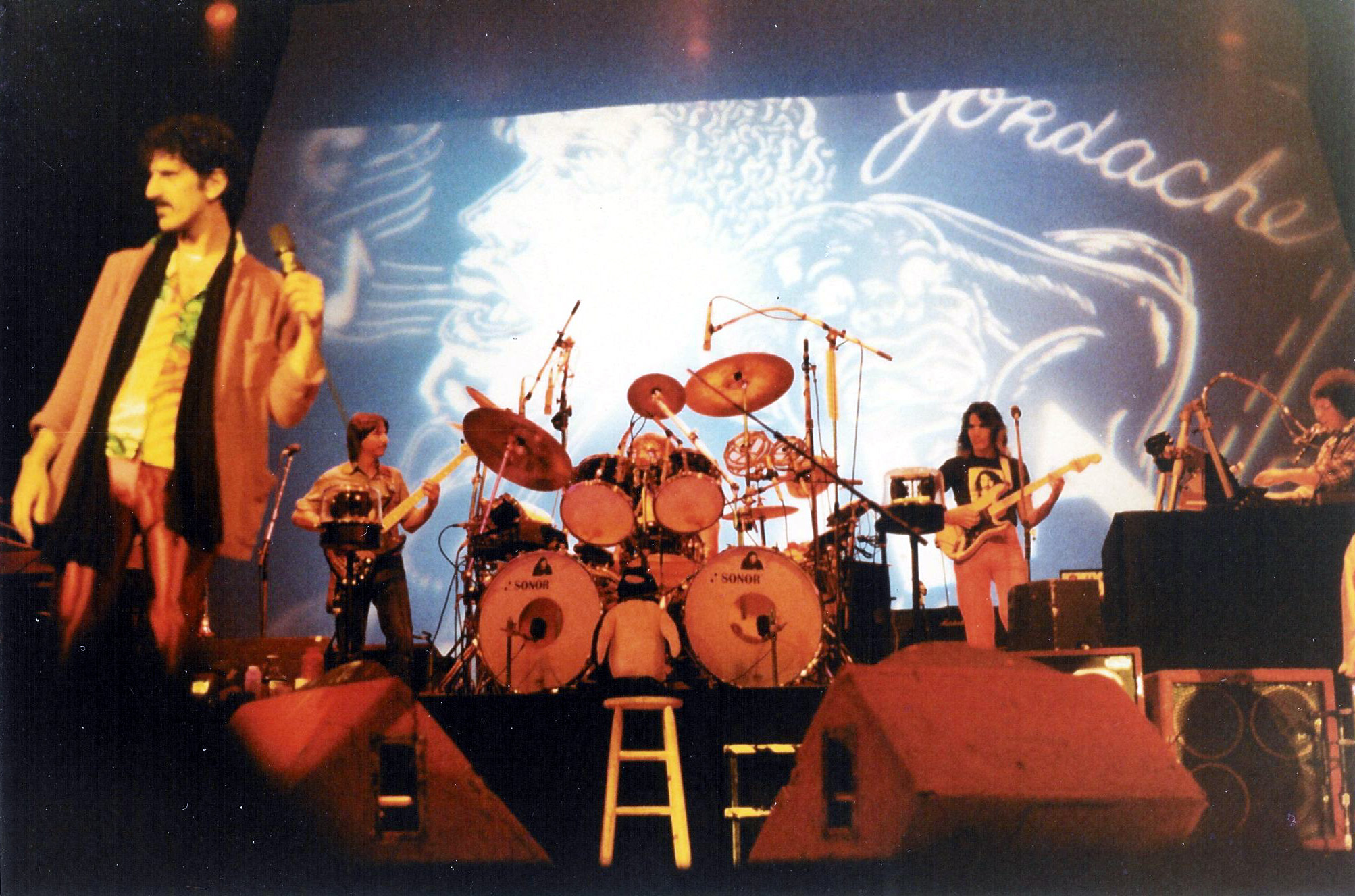
Skupina při nahrávání alba 25. října 1980

- Steve Vai: stunt kytara, doprovodný zpěv
- Ray White: zpěv, rytmická kytara
- Ike Willis: zpěv, rytmická kytara
- Tommy Mars: klávesy, zpěv
- Bob Harris: klávesy, trubka, vysoký zpěv
- Arthur Barrow: baskytara, zpěv
- Vinnie Colaiuta: bicí, zpěv